# عضلة طولانية سفلية للسان
العضلة الطولانية السفلية للسان (باللاتينية: Inferior longitudinal muscle of tongue) هي عضلة على شكل شريط نحيف وتوجد بين العضلة الذقنية اللسانية والعضلة اللامية اللسانية.

## صورة إضافية

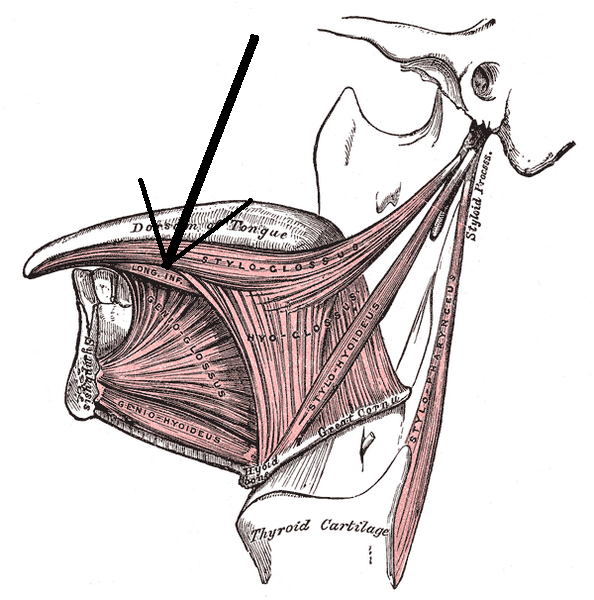